# 제3차 인도차이나 전쟁
제3차 인도차이나 전쟁은 베트남 전쟁 이후부터 중국-베트남 국경 분쟁이 끝날 때인 1978년부터 1992년까지 14년간 이어진 전쟁이다. 전쟁의 원인은 다양하다. 첫째로는 1970년대부터 캄보디아와 베트남이 해상 경계선을 두고 대립을 벌인 것이였고, 1970년대 중반 베트남 전쟁이 진행 중인 과정에서 중국과 소련이 분열되었는데 베트남과 라오스가 소련을 지지함으로써 중국에 대한 반발을 불러일으킨 것이 두번째 이유였다. 또한 베트남에 반발하는 공산당 세력이 태국과 중국, 미국의 지지를 받음으로써 전쟁의 양상은 더욱 복잡해졌다.

## 원인
제3차 인도차이나 전쟁이 발발한 가장 큰 원인은 베트남과 캄보디아의 관계가 냉랭해진 것에 있다. 캄보디아 지도자 론 놀은 FULRO를 지지하였는데 이 단체는 공산주의 단체인 베트콩과 북베트남, 그리고 남베트남 모두에 저항하고 있었다. 론 놀은 캄보디아 내의 모든 베트남인을 죽인 후 참파라는 국가로 남베트남이 복귀되기를 원했다. 크메르 루주는 이러한 론 놀의 정권이 몰락한 이후에도 캄보디아 내의 베트남인을 집단살해했다. 캄보디아 왕국의 구조를 자본주의, 제국주의 그리고 관료주의의 상징으로 보았기에 크메르 루주의 궁극적인 목표는 이러한 캄보디아의 흔적을 지우는 것이었다. 그러나 이들의 사회주의적 사고는 국민들의 지지를 받기 힘들었고, 이에 따라 크메르 루주는 자신들의 통치를 유지하기 위해 반베트남 정서를 국민들에게 주입시켜 자민족 우월주의를 앞세웠다. 베트남 전쟁 직후 크메르 루주와 베트남의 관계는 급속도로 경색되었다. 결국 크메르 루주와 베트남 사이의 무력 충돌이 1974년부터 시작되었다.
두 번째 원인에는 베트남과 중국의 관계가 냉각된 것에 있다. 1972년 베트남 전쟁이 끝나기 전에 중국은 미국의 외교단인 헨리 키신저, 그리고 이후 미국 대통령인 리처드 닉슨을 자국에 초청함으로써 미국과 우호 관계를 수립했다. 이 때 당시 북베트남은 소련을 비롯한 공산국가의 지지를 받고 있었고 중국도 그 중 하나였지만 중국은 미국과 수교함에 따라 북베트남에 대한 지원을 끊었다. 2년 후 터진 베트남-캄보디아 전쟁에서 중국은 캄보디아와 우호 관계를 맺었고, 1975년부터는 반베트남 단체인 FULRO에게도 지지를 표명했다. 1978년 집권한 덩샤오핑은 중국의 개혁 개방 정책을 위해 소련과의 관계 대신 미국과의 관계를 발전시키기 위해 노력했다. 같은 해 11월 3일 소련은 베트남과 25년 기한의 상호방위조약을 체결했다. 1979년 중국 정부는 공식적으로 중소 우호 동맹 상호 원조 조약을 파기하고 베트남에 대한 공격을 준비했다.
같은 시기에 친중 정권인 크메르 루주가 베트남의 침공을 피해 태국으로 이동하자 베트남군은 크메르 루주 정권을 몰락시키기 위해 태국 국경을 침범하였고, 베트남이 태국에서 활동하던 태국 공산당을 지지하면서 분쟁의 사태는 더욱 커지게 되었다. 말레이 반도에서 태국 공산당은 말레이시아 공산당과 함께 활동을 이어갔고 태국 공산당의 활동이 말레이시아 공산당으로부터 적극적으로 지지를 받았기 때문에 결국 이는 제3차 인도차이나 전쟁에서 말레이시아와 미국이 직접 개입하는 사태로 연결되었다. 라오스에서 일어난 반란도 초기에는 내전 양상을 보였으나 태국과 중국이 흐몽족을 지원하고 베트남이 라오스 공산 정권과 연합하여 군을 파병함으로써 라오스 반란도 베트남과 태국의 대리 전쟁 양상으로 바뀌게 되었다.

## 주요 전쟁
- 중국-베트남 전쟁 및 중국-베트남 국경 분쟁
- 베트남-캄보디아 전쟁
- 라오스 내전 및 라오스 반란
- 라오스-태국 국경 분쟁
- 스프래틀리 군도 해전

## 같이 보기
- 제1차 인도차이나 전쟁
- 중소 분쟁
- 베트남 전쟁